# Currimao
Currimao est une municipalité de la province d’Ilocos Norte, aux Philippines.